# مارگریت نونکه
مارگریت نونکه (آلمانی: Margit Nünke; ۱۵ نوامبر ۱۹۳۰ – ۱۰ ژانویهٔ ۲۰۱۵) هنرپیشه اهل آلمان بود.
وی در سال ۱۹۵۵ به‌عنوان دختر شایسته آلمان انتخاب شد سپس در سال ۱۹۵۶ به مقام اول دوشیزه اروپا دست پیدا کرد، نونکه همچین در مراسم دوشیزه جهان ۱۹۵۵ به مقام چهارم رسید.